# Дылыкова, Вилена Санджеевна
Виле́на Сандже́евна Дылы́кова (Дылы́кова-Парфионо́вич; род. 2 февраля 1938, Ленинград) — советский и российский востоковед, специалист по агиографической литературе Тибета, кандидат филологических наук (1981). Переводчик с тибетского и английского языков. Лауреат Международной премии имени Николая Рериха в номинации «Сохранение рериховского наследия» (2017).

## Биография
Родилась в 1938 году в Ленинграде, где прожила до 1941 года. Во время блокады была эвакуирована и 1941—1944 гг. провела в детском доме в гор. Тетюши (Татарская АССР). Затем в 1944—1946 г. жила в Хабаровске, Чите и дер. Улан-Эрхирик (Бурят-Монгольская АССР, недалеко от Улан-Удэ), где осенью 1945 года пошла в 1-й класс. Весной 1946 г. уехала оттуда, лето 1946 г. провела в Улан-Удэ. В 1946—1947 гг. жила в Хабаровске, где пошла во 2-й класс. С 1947 по 1950 г. жила в Чите, там училась в 3-5 классах. В 1950 г. переехала в Москву, где и окончила школу.
9 марта 1953 г., в день похорон И. В. Сталина, чуть не погибла во время давки на Трубной площади. Лишь по счастливому стечению обстоятельств В. С. Дылыкову и её сестру З. С. Дылыкову, отправившихся проститься с вождём, из тесной толпы вытянули солдаты, стоявшие на кузове грузовика.
В 1956 г. поступила на восточный факультет Ленинградского государственного университета имени А. А. Жданова. Проучившись там 1 год, в 1957 г. перевелась на кафедру китайского языка в Институт восточных языков при Московском государственном университете имени М. В. Ломоносова на специальность «китайский язык и литература Китая», который окончила в 1962 г. с присвоением квалификации «референт-востоковед».
В настоящий момент живёт в Москве в районе метро Сокол.

## Научная деятельность
По окончании университета в 1962 году поступила на работу в Институт востоковедения АН СССР.
Будучи студенткой 2 курса, в 1958 г. познакомилась с Ю. Н. Рерихом, труды которого оказали существенное влияние на выбор тематики исследований и направления редакторской, составительской и переводческой деятельности В. С. Дылыковой. При её непосредственном участии был издан 11-томный «Тибетско-русско-английский словарь с санскритскими параллелями» (М., 1983—1987), в основу которого был положен материал, собранный Ю. Н. Рерихом в 1920-х — 1950-х гг. Кроме того, В. С. Дылыкова принимала участие в подготовке к печати первого издания трёхтомника Ю. Н. Рериха «История Средней Азии» (М., 2004—2009). По благословению Его Святейшества Далай-ламы XIV издала трилогию «Калачакра Тантра» (М., 2018—2020) с собственными комментированными переводами текстов учения Калачакра из Тибетского Канона.
В 1981 году в Институте востоковедения АН СССР защитила кандидатскую диссертацию на тему «Жанры тибетской художественной литературы (VIII—XVIII вв.)»
В 2005 г. вышла на пенсию в должности старшего научного сотрудника.

### Научные труды
- Дылыкова В. С. «Любовные песни» Шестого Далай-ламы // Классическая литература Востока. Сб. статей. М., 1972. С. 163—167.
- Дылыкова В. С. О сюжете одного тибетского предания // Индийская культура и буддизм. М., 1972. С. 205—210.
- Дылыкова В. Об одном цикле тибетских «любовных песен» и их создателе Цанъян-чжамцо // Литература и время. М., 1973. С. 185—191.
- Дылыкова В. Миларэпа (тибетский поэт XI—XII вв.) // Литература и время. М., 1973. С. 192—199.
- Дылыкова В. С. Назидательные речения Сакья пандиты // Изучение китайской литературы в СССР. М., 1973. С. 42-56.
- Дылыкова В. С. Легенда о Вэнь Чэн и Сонцзэнгампо // Исследования по восточной филологии. М., 1974. С. 102—110.
- Дылыкова В. С. Число пять в буддизме Ваджраяны // Тезисы Конференции аспирантов и молодых сотрудников. Серия «Экономика. История». Ч. 1. М., 1977. С. 196—198.
- Дылыкова В. С. Медитация в буддизме ваджраяны // Девятая научная конференция «Общество и государство в Китае». Тезисы и доклады. Ч. 1. М., 1978. С. 156—162.
- Дылыкова В. С. Миларэпа и буддизм ваджраяны // Тезисы Конференции аспирантов и молодых научных сотрудников. Т. 2: История. Ч. I. М.: Изд-во ИВ АН СССР, 1978. С. 27-30.
- Дылыкова В.С. Наропа о медитативной практике под названием «Сверкающий свет» // Тезисы Конференции аспирантов и молодых научных сотрудников. Т. 2: История. Ч. I. М.: Изд-во ИВ АН СССР, 1978. С. 30-31.
- Дылыкова В. С. К вопросу о становлении тибетской литературы. В кн.: Теоретические проблемы изучения литератур Дальнего Востока. М., 1978. С. 84-90.
- Дылыкова В. С. К вопросу о сходстве и различии буддизма ваджраяны и дзэн (чань) // П. И. Кафаров и его вклад в отечественное востоковедение (к 100-летию со дня смерти). Ч. 3. М., 1979. С. 23-31.
- Дылыкова В. С. О психологическом аспекте учения Ваджраяны // Десятая научная конференция «Общество и государство в Китае». Тезисы и доклады. Ч. 1. М., 1979. С. 183—185.
- Дылыкова В. С. Жанры тибетской художественной литературы (VII—XVIII вв.). Автореферат диссертации на соискание ученой степени кандидата филологических наук. М., 1981.
- Рерих Ю. Н. Тибетско-русско-английский словарь с санскритскими параллелями. Под общ. редакцией Ю.Парфионовича и В.Дылыковой. Вып. 1. М.: Наука, 1983.
- Рерих Ю. Н. Тибетско-русско-английский словарь с санскритскими параллелями. Под общ. редакцией Ю.Парфионовича и В.Дылыковой. Вып. 2. М.: Наука, 1984.
- Рерих Ю. Н. Тибетско-русско-английский словарь с санскритскими параллелями. Под общ. редакцией Ю.Парфионовича и В.Дылыковой. Вып. 3. М.: Наука, 1985.
- Рерих Ю. Н. Тибетско-русско-английский словарь с санскритскими параллелями. Под общ. редакцией Ю.Парфионовича и В.Дылыковой. Вып. 4. М.: Наука, 1985.
- Рерих Ю. Н. Тибетско-русско-английский словарь с санскритскими параллелями. Под общ. редакцией Ю.Парфионовича и В.Дылыковой. Вып. 5. М.: Наука, 1985.
- Дылыкова В. С., Парфионович Ю. М. Система средневековой буддийской литературы Тибета // Художественные традиции литератур Востока и современность: ранние формы традиционализма. Отв. ред. В. И. Брагинский, Е. П. Челышев. М.: Наука, 1985. С. 23-37.
- Дылыкова В. С. Тибетская литература: краткий очерк. Отв. ред. Н. И. Пригарина. М.: Наука, 1986.
- Рерих Ю. Н. Тибетско-русско-английский словарь с санскритскими параллелями. Под общ. редакцией Ю.Парфионовича и В.Дылыковой. Вып. 6. М.: Наука, 1986.
- Рерих Ю. Н. Тибетско-русско-английский словарь с санскритскими параллелями. Под общ. редакцией Ю.Парфионовича и В.Дылыковой. Вып. 7. М.: Наука, 1986.
- Рерих Ю. Н. Тибетско-русско-английский словарь с санскритскими параллелями. Под общ. редакцией Ю.Парфионовича и В.Дылыковой. Вып. 8. М.: Наука, 1986.
- Рерих Ю. Н. Тибетско-русско-английский словарь с санскритскими параллелями. Под общ. редакцией Ю.Парфионовича и В.Дылыковой. Вып. 9. М.: Наука, 1987.
- Рерих Ю. Н. Тибетско-русско-английский словарь с санскритскими параллелями. Под общ. редакцией Ю.Парфионовича и В.Дылыковой. Вып. 10. М.: Наука, 1987.
- Дылыкова В. С. Тибетская литература. Краткий очерк. 2-е изд., дополн. М.: Наука, 1990.
- Дылыкова-Парфионович В. С. Трактаты «Четверокнижие» и «Голубой берилл» как научная основа публикуемого свода иллюстраций. Вступ. статья к: Атлас тибетской медицины. Свод иллюстраций к тибетскому медицинскому трактату XVII века «Голубой берилл». Науч. ред. Ю. М. Парфионович. М.: «Галактика» — «Галарт», 1994. С. 15-25. [кроме того, В. С. Дылыкова-Парфионович — составитель глоссариев к этому изданию]
- Рерих Ю. Н. Сказание о царе Кэсаре Лингском. Пер. и прим. В. С. Дылыковой-Парфионович // Декоративное искусство: диалог истории и культуры. 1995. № 1-2. С. 19-24.
- Дылыкова-Парфионович В. Буддийский монах // Декоративное искусство: диалог истории и культуры. 1995. № 1-2. С. 65.
- Рерих Ю. Н. Сказание о царе Кэсаре Лингском. Пер. с англ. и прим. В. С. Дылыковой // «У времени в плену». Памяти Сергея Сергеевича Цельникера. Сб. статей. М.: «Восточная литература», 2000. С. 285—293.
- Дылыков С. Д. Страницы жизни. Публикация В. С. Дылыковой-Парфионович // Altaica. Вып. IV. М.: Изд-во ИВ РАН, 2000. С. 27-38.
- Дылыкова-Парфионович В. С. Калачакра, пространство и время в тибетском буддизме. В кн.: Гленн Муллин. Практика Калачакры. Пер. с англ. Науч. ред. к. филол. н. В. С. Дылыкова-Парфионович. М.: Беловодье, 2002. С. 5-22.
- Дылыкова-Парфионович В. С., Вергун В. В. О тантре. В кн.: Рамачандра Рао. Тантра. Мантра. Янтра. Пер. с англ. Науч. ред. к. филол. н. В. С. Дылыкова-Парфионович. М.: Беловодье, 2002. С. 5-16.
- Рерих Ю. Н. Буддизм и культурное единство Азии. Сб. статей. Перев. с англ. А. Л. Барковой, с фр. А. А. Соболевой, с тиб. В. С. Дылыковой-Парфионович. Под ред. В. С. Дылыковой-Парфионович. М.: МЦР, Мастер-Банк, 2002.
- Дылыкова Вилена. Он «повернул колесо» отечественной тибетологии. В сб.: Воспоминания о Ю. Н. Рерихе. М.: МЦР, 2002. С. 42-54.
- Дылыкова Вилена. Живые подробности общения. В сб.: Воспоминания о С. Н. Рерихе. М.: МЦР, 2004. С. 92-106.
- Рерих Ю. Н. История Средней Азии. В 3-х тт. Том 1. М.: МЦР, 2004. [В. С. Дылыкова-Парфионович — член редакционного совета]
- Рерих Ю. Н. История Средней Азии. В 3-х тт. Том 2. М.: МЦР, 2007. [В. С. Дылыкова-Парфионович — член редакционного совета, научный консультант]
- Рерих Ю. Н. История Средней Азии. В 3-х тт. Том 3. М.: МЦР, 2009. [В. С. Дылыкова-Парфионович — член редакционного совета, научный редактор]
- Приложение к «Истории Средней Азии» Ю. Н. Рериха. — I. — Указатели / Сост. Е. В. Троянова. М.: МЦР, 2009. [В. С. Дылыкова-Парфионович — член редакционного совета]
- Дылыкова-Парфионович В. С. Первые санскритские тексты в Тибете // 110 лет со дня рождения Ю. Н. Рериха. Материалы Юбилейной научно-общественной конференции. 2012 г. Владивосток: Изд-во Морского гос. ун-та имени адмирала Г. И. Невельского, 2013. С. 27-29.
- Дылыкова-Парфионович В. С. К истории тибетской книги // 110 лет со дня рождения Ю. Н. Рериха. Материалы Юбилейной научно-общественной конференции. 2012 г. Владивосток: Изд-во Морского гос. ун-та имени адмирала Г. И. Невельского, 2013. С. 30-32.
- Рерих Ю. Н. Сказание о царе Кэсаре Лингском [1-я часть, начало]. Пер. с англ. и прим. В. С. Дылыковой-Парфионович // Культура и время. 2013. № 3. С. 72-81.
- Рерих Ю. Н. Сказание о царе Кэсаре Лингском [2-я часть]. Пер. с англ. и прим. В. С. Дылыковой-Парфионович // Культура и время. 2013. № 4. С. 100—111.
- Рерих Ю. Н. Сказание о царе Кэсаре Лингском [3-я часть, окончание]. Пер. с англ. и прим. В. С. Дылыковой-Парфионович // Культура и время. 2014. № 1. С. 60-73.
- Дылыкова В. С. Тибетская агиографическая литература. М.: ООО Изд-во «Авторская книга», 2015.
- Дылыкова В. Страна снежных гор. Предисловие к кн.: Каменный лев. Тибетские народные сказки. Пересказ с тиб. Ю. М. Парфионовича. М.: ИД Мещерякова, 2017. С. 5-9.
- Дылыкова-Парфионович В. С. Калачакра. Т. 1: Вселенная. Перевод [(расшифровка)] с тиб. яз. В. С. Дылыковой-Парфионович. Науч. ред. И. В. Григорьев, ред. Т. Ф. Григорьева и Т. В. Осипова. М.: Союз-дизайн, 2018.
- Дылыкова-Парфионович В. С. Калачакра. Т. 1: Вселенная. Перевод [(буквальный)] с тиб. яз. В. С. Дылыковой-Парфионович. Науч. ред. И. В. Григорьев, ред. Т. Ф. Григорьева и Т. В. Осипова. М.: Союз-дизайн, 2018.
- Калачакра. Т. 2: Тантра, именуемая «Сущность поздней версии блистательной Калачакра Тантры». Пер. с тиб. яз., предисл., примеч. и глоссарий В. С. Дылыковой-Парфионович. М.: Буки-Веди, 2019.
- Калачакра. Т. 3: Тантра, именуемая «Сущность поздней версии блистательной Калачакра Тантры». Пер. с тиб. (расшифровка), предисл., примеч., глоссарии В. С. Дылыковой-Парфионович. М.: Буки-Веди, 2020.

## Семья
Отец — Сандже Данцикович Дылыков (1912—1999), доктор исторических наук, специалист по Внутренней и Внешней Монголии, профессор Монгольской академии наук, вице-президент Всемирного братства буддистов, внучатый племянник (внук родной сестры) одного из крупнейших деятелей российского буддизма в XX веке Агвана Доржиева.
Мать — Гашинова Цырен-Бальжит Гашиновна.
Братья — Сергей (1935—1959), Гомбо (1939 — ок.1942).
Сестра — Зима (Зинаида) (род. 1934).
Муж (с 1972 г.) — Юрий Михайлович Парфионович (1921—1990), советский тибетолог, кандидат филологических наук.